# Mer des Humeurs
Mare Humorum

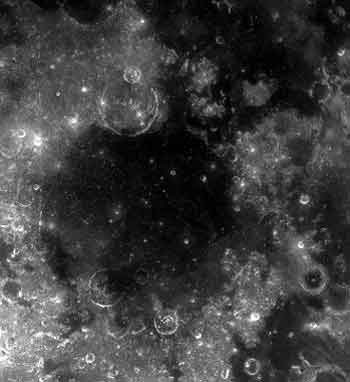
La mer des Humeurs avec au nord le cratère Gassendi.

La mer des Humeurs, en latin Mare Humorum, est une mer lunaire. Le bassin d'impact dans lequel elle se loge a un diamètre de 825 kilomètres. En âge, elle se situe à un point intermédiaire entre les bassins des Pluies (Imbrium) et Nectaris, soit approximativement 3,9 milliards d'années. 

## Caractéristiques

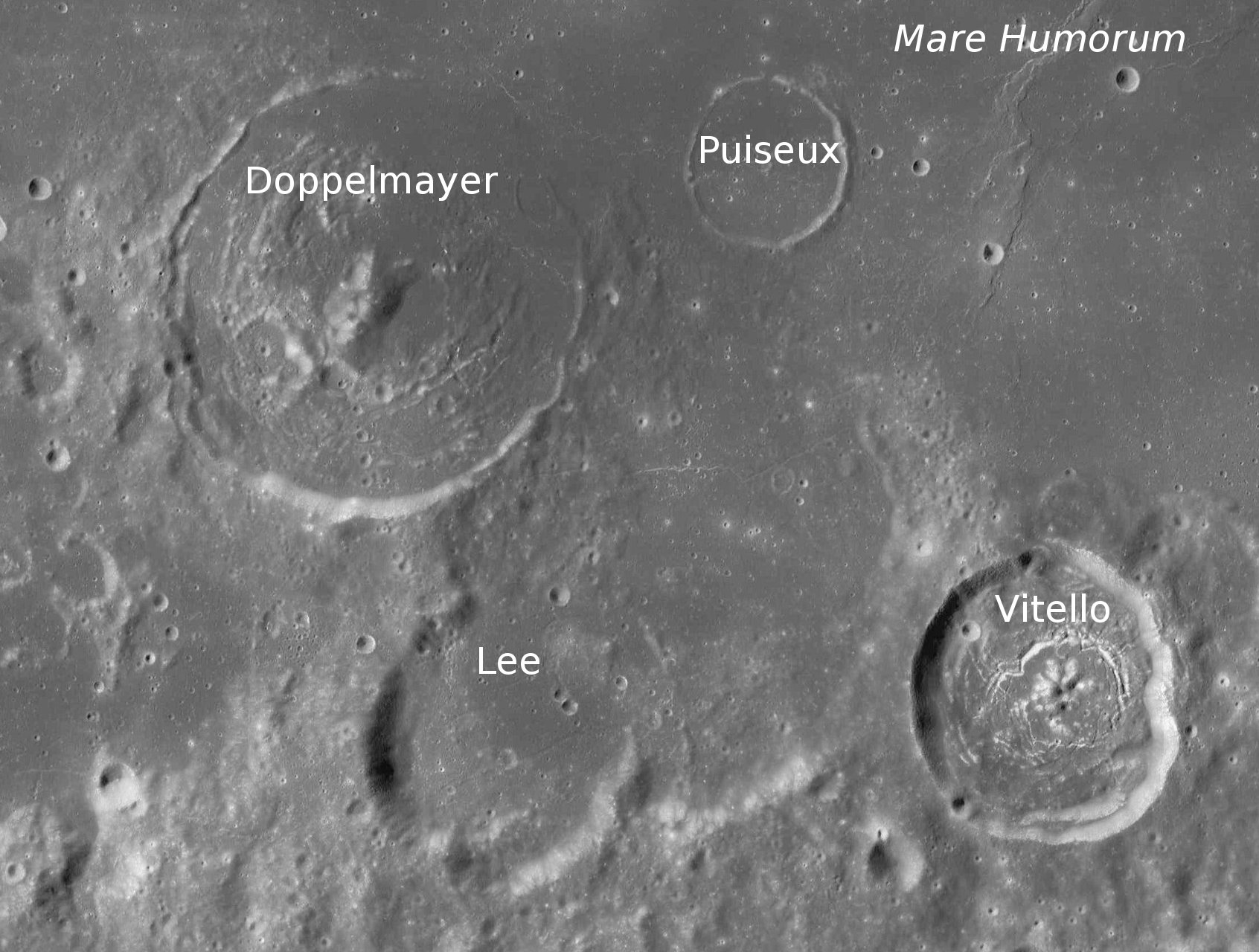
Cratères au sud de Mare Humorum.

Le bassin d'Humorum est rempli de basalte épais, sur une profondeur de 3 km à son centre. Au bord nord de Mare Humorum se trouve le grand cratère à la perle Gassendi, qui fut un temps envisagé comme lieu d'atterrissage pour Apollo 17.
Au sud, la lave de la mer des Humeurs a envahi plusieurs cratères anciens, Doppelmayer, Puiseux (en), Lee (en).
À l'ouest émergent les deux rainures parallèles de Mersenius et le mur de Liebig.